# Plectorhagada carcharias
Plectorhagada carcharias är en snäckart som först beskrevs av Ludwig Pfeiffer 1864.  Plectorhagada carcharias ingår i släktet Plectorhagada och familjen Camaenidae. Inga underarter finns listade i Catalogue of Life.